# Koschmider
 (février 2011).
Si vous disposez d'ouvrages ou d'articles de référence ou si vous connaissez des sites web de qualité traitant du thème abordé ici, merci de compléter l'article en donnant les références utiles à sa vérifiabilité et en les liant à la section « Notes et références ».
Ivan Koschmider dit « Koschmider » est un artiste peintre, né en 1942 en Allemagne.
Il vit et travaille en Inde.

## Biographie
Ivan Koschmider étudie à l’académie Julian à Paris ainsi qu’à Munich.
Spécialiste de la technique mixte sur papier, Koschmider travaille surtout les noirs. Il a également participé à plusieurs livres d'artiste.
Il a séjourné dans de nombreux pays et continents : France (pendant une vingtaine d’années), Afrique, Inde, États-Unis.

## Publications
- 2007 : Pangea Ultima, poèmes de Matthieu Messagier ; éditions Collection Mémoires[1], Éric Coisel, Paris ; illustrations de Koschmider, 3 exemplaires
- février-mars 1999 : S’ombre, composition sonore en 3 parties (durée 30 min 03 s) d'Éric La Casa ; Collection Mémoires ; pochette CD au format 3 fois 16 × 16 cm ; 40 exemplaires numérotés et signés ; chaque pochette est enrichie d’une peinture originale de Koschmider
- 1999 : France D’HIER / YESTERDAY’S France, poèmes de Serge Gravronsky imprimés en français et en anglais ; Collection Mémoires ; papier noir au format 25 × 165 cm, achevé d’imprimer le 12 janvier ; 60 exemplaires numérotés et signés, en forme d’accordéon, sous étui ; chaque recueil est enrichi de 2 œuvres originales de Koschmider
- janvier 1998 : Calcutta ; Collection Mémoires ; ouvrage entièrement peint par l'artiste ; format 18 × 144 cm, limité à 13 exemplaires signés

## Expositions & manifestations
Antérieurement à sa collaboration avec Crouzet Samaha Fine Arts, Koschmider a participé à de nombreuses expositions tant personnelles que collectives. Il est également représenté aux États-Unis.

### Expositions personnelles
- 2010 : Galerie Orem, Paris, France avec Crouzet Samaha Fine Arts
- 1997 : Studio 22, Anvers, Belgique
- 1996 : Galerie Japonesque, San Francisco, États-Unis - Académie Birla, Calcutta, Inde
- 1995 : Galerie Éloge de l’Ombre, Uzès, France
- 1994 : Festival de Villeneuve-les-Avignons, France - Galerie Japonesque, San Francisco, États-Unis
- 1993 : Galerie Station, Katonah, New York, États-Unis - Galerie Françoise Dufaure, Marseille et Festival de Villeneuve-les-Avignons, France
- 1990 : Galerie Lambert-Rouland, Paris, France et Galerie Françoise Dufaure, Marseille, France
- 1989 : Galerie Danielle Roux, Villeneuve-les-Avignons, France
- 1985 : Centre Culturel Allemand (Marseille, Tunis, Addis Abeba, Nairobi, Hyderabad, Tananarive, Calcutta) et « Dessins dans la ville », FRAC, Marseille, France
- 1983 : Galerie Bernard Paul, Eygalières, France
- 1982 : Galerie Ralph, Paris, France
- 1980 : Galerie Neil Sack, Londres, Royaume-Uni
- 1979 : Galerie Jacob, Bâle, Suisse — Galerie K, Washington, États-Unis
- 1975 : Galerie Schlosshof, Kisslegg, Allemagne
- 1972 : Festival de Villeneuve-les-Avignons, France

### Expositions collectives
- Fine Art Fair, Luxembourg, avec Crouzet Samaha Fine Arts
- Antica Namur, Namur, Belgique, avec Crouzet Samaha Fine Arts
- Salon Lineart, Gent, Belgique, avec Crouzet Samaha Fine Arts
- Galerie Athanor, Marseille, France
- Festival Saint Rémy de Provence, France
- Festival d’Avignon, France
- Biennale Internationale d’Art, Menton, France
- Foire Internationale d’Art, Bâle, Suisse
- Biennale de la Jeune Peinture Méditerranéenne, Nice, France
- Prix Matisse, 1978
- Galerie des Ponchettes, Nice, France
- Galerie Municipale, Cannes, France
- Galerie Caroline Beltz, Paris, France
- Galerie de la Gare, Bonnieux, France
- Galerie Station, Katonah, New York, États-Unis
- Grenier des Artistes, Paris, France
- Galerie Japonesque, San Francisco, États-Unis
- Fondation Hebert-d’Uckermann, La Tronche, Grenoble, France
- Château d’Alba, France

## Commentaires

### Sur le travail
« Avec l'œuvre de Koschmider l'espace mental se libère : il y a l'inclusion de l'écart. Cette peinture on ne la regarde plus, on ne la pense plus : on la sent, on la vit. Il n'y a plus de sujet à proprement parler, il n'y a que ces pulsations de matière, ces poussées vers un autre visible de ce qu'il en est de l'être, de l'humain trop humain ou trop bête. Aux représentations succèdent ainsi les mouvements, les vibrations, les ré-agrégations. La peinture inscrit un élémentaire en nous, sa trace reste un geste : on y entre porté par ce qui afflue et fait pression. L'épaisseur du corps adhère à la surface. Dans le genre c'est plus que bien, c'est nécessaire. » — Espace de l'espèce de Jean-Paul Gavard-Perret  (maître de conférence et écrivain), 2000

### Sur la technique
« Crayon gras, fusain, cire, gouache, papiers banales et sacrés de l'Inde, découpés en lamelles, affiches lacérées, collage que seul l'effleurement du doigt parvient à déceler : "technique mixte", comme on dit aujourd'hui... Mais la "mixture" ne se borne pas à la seule technique dans ces œuvres sur papier où non sans mal l'on pénètre, où l'on s'enfonce et où très vite l'on se perd dans le lacis serré, l'inquiétant labyrinthe, le déroutant fouillis de noires écritures. » — Pierre Brisset, L'Œil, n° 357, avril 1985

### Sur le noir
« Dès lors ordonner ce n'est plus – fatalement – mettre de l'ordre. C'est créer par le mouvement de matière, ce mouvement qui force à ne pas bouger mais qui fait de la peinture de Koschmider non un à-plat mais un bouillonnement. Le noir est une respiration. Il s'acharne vers une lumière, pas n'importe laquelle. Il concentre la lumière de l'ombre pour qu'elle prenne corps, qu'elle vibre d'aube. Non, le noir n'est pas une couleur sans quoi qui creuserait notre peur ? Il est sa vibration. En absence des couleurs (ou presque) il porte en lui toutes leurs valeurs qui pourraient être, qui seront plus même qu'elles auraient désiré. » — Jean-Paul Gavard-Perret

### Sur l'émotion
« En l'admirant nous sommes émus et, il faut le dire, émerveillés par cette alliance de l'inattendu, d'accord avec le beau et la discipline qui seraient la marque d'un peintre qui poursuit le nouveau au cours des ans. Koschmider s'établit, face à notre émerveillement, maître de son art. » — Serge Gavronsky, poète et traducteur.